# Dirty Pretty Things
 Dirty Pretty Things és una pel·lícula britànica de Stephen Frears estrenada el 2002 i escrita per Steven Knight, un drama sobre dos immigrants il·legals a Londres. Va ser produïda per la companyia Celador Films.
La pel·lícula va ser nominada per l'Oscar al millor guió original i va guanyar el Premi de cinema britànic Independent de 2003 pel millor film britànic Independent el 2003.

## Argument
Okwe (Chiwetel Ejiofor) és un nigerià que condueix un taxi a Londres durant el dia i treballa a la recepció d'un hotel de nit - mastegant khat (un estimulant) mantenir-se despert. Okwe era anteriorment metge a Nigèria. A Londres, obliga a tractament mèdic a altres immigrants pobres - incloent-hi taxistes amics amb disfuncions venerees. L'amic d'Okwe Guo Yi (Benedict Wong), empleat en un hospital, li dona antibiòtics sota mà.
El director d'un hotel, Juan (Sergi López), organitza una operació il·legal a l'hotel on immigrants compensen donacions de ronyons a canvi de passaports falsificats. Després d'assabentar-se del passat d'Okwe com a doctor, Juan el pressiona per unir-se a la seva operació com a cirurgià, però Okwe rebutja.
Stephen Frears signa una pel·lícula de suspens tan terrible com la realitat que posa en escena.

## Repartiment
- Audrey Tautou: Senay Gelik
- Chiwetel Ejiofor: Okwe
- Sophie Okonedo: Juliette
- Sergi López: Sneaky/Juan

## Premis i nominacions

### Nominacions
- 2002. Lleó d'Or
- 2003. BAFTA a la millor pel·lícula
- 2003. BAFTA al millor guió original per Steven Knight
- 2004. Oscar al millor guió original per Steven Knight